# Атлетика на Летњим олимпијским играма 1900 — 4.000 метара препреке за мушкарце
Атлетска дисциплина трчања на 4.000 метара са препракама први пут се појавила на Олимшпијским играма 1900. у Паризу.
Трка је одржана 16. јула на кружној стази од 500 метара. Такмичило се осам спортиста из пет земаља, од којих су се четворица дан раније такмичила у трци 2.500 метара са препрекама. Освајачи медаља у тој трци нису поновили успех. Једино је сребрни Сидни Робинсон овог пута освојио бронзу.
Трчало се осам кругова од 500 метара са стандардним препрекама (каменим оградама) и јамом са воденом. Ово је најдужа тркаса препрекама на свим Олимпијским играма до данас.

## Земље учеснице
- Канада (1)
- Немачко царство (1}
- Француска (1)
- Уједињено Краљевство (3)
- САД (2)

## Рекорди пре почетка такмичења
| Најбољи резултат на свету | ?                              | ?                              | ?                              | ?                              | ?                              |
| Олимпијски рекорд         | први пут на олимпијским играма | први пут на олимпијским играма | први пут на олимпијским играма | први пут на олимпијским играма | први пут на олимпијским играма |

## Победници
|                                |                                  |                                      |
| Џон Ример Уједињено Краљевство | Чарлс Бенет Уједињено Краљевство | Сидни Робинсон Уједињено Краљевство} |

## Нови рекорди после завршетка такмичења
| Најбољи резултат на свету | 12:58,4 | Џон Ример | Велика Британија | Париз, Француска | 16. јул 1900. |
| Олимпијски рекорд         | 12:58,4 | Џон Ример | Велика Британија | Париз, Француска | 16. јул 1900. |

Такмичење је одржано без квалификација.

## Резултати
| Место | Атлетичар                           | Резултат     |
| ----- | ----------------------------------- | ------------ |
|       | Џон Ример Уједињено Краљевство      | 12:58,4      |
|       | Чарлс Бенет Уједињено Краљевство    | 12:58,6      |
|       | Сидни Робинсон Уједињено Краљевство | 12:58,8      |
| 4     | Жак Шастаније Француска             | непознато    |
| 5     | Џорџ Ортон Канада                   | непознато'   |
| 6     | Франц Дуне Немачко царство          | непознато    |
| —     | Александер Грант САД                | није завршио |
| —     | Тадијус Маклејн САД                 | није завршио |

## Биланс медаља
|   | Земља                |   |   |   |   |
| - | -------------------- | - | - | - | - |
| 1 | Уједињено Краљевство | 1 | 1 | 1 | 1 |
|   | Укупно (1)           | 1 | 1 | 1 | 3 |